# 八丈岩駅
八丈岩駅（はちじょういわえき）は、岐阜県揖斐郡揖斐川町にあった名古屋鉄道（名鉄）揖斐線の駅である。
駅名の八丈岩は、駅の近くにある権現山の中腹にある大岩の名称である。

## 歴史
当駅は1928年（昭和3年）、揖斐線の前身である美濃電気軌道が黒野駅から揖斐方面へ向かう路線を延伸した際に開業した。ところが開業から15年ほどで休止され、そのまま復活することなく廃駅となった。
- 1928年（昭和3年）12月20日 - 美濃電気軌道北方線の黒野駅 - 本揖斐駅間の開業により開設[4][5][6][7]。
- 1930年（昭和5年）8月20日 - 美濃電気軌道が名古屋鉄道（初代。同年中に名岐鉄道に改称し、1935年より名古屋鉄道に再改称）に合併。同社の揖斐線となる[5]。
- 1944年（昭和19年） - 休止[5][6][7]。
- 1969年（昭和44年）4月5日 - 廃駅[5][6][7]。

## 駅の構造・周囲環境
- ホーム1面1線の停留場。開業時は待避線が存在したという[要出典]。
- 揖斐川町コミュニティバスの「長良バス停」が近隣にある[8]。

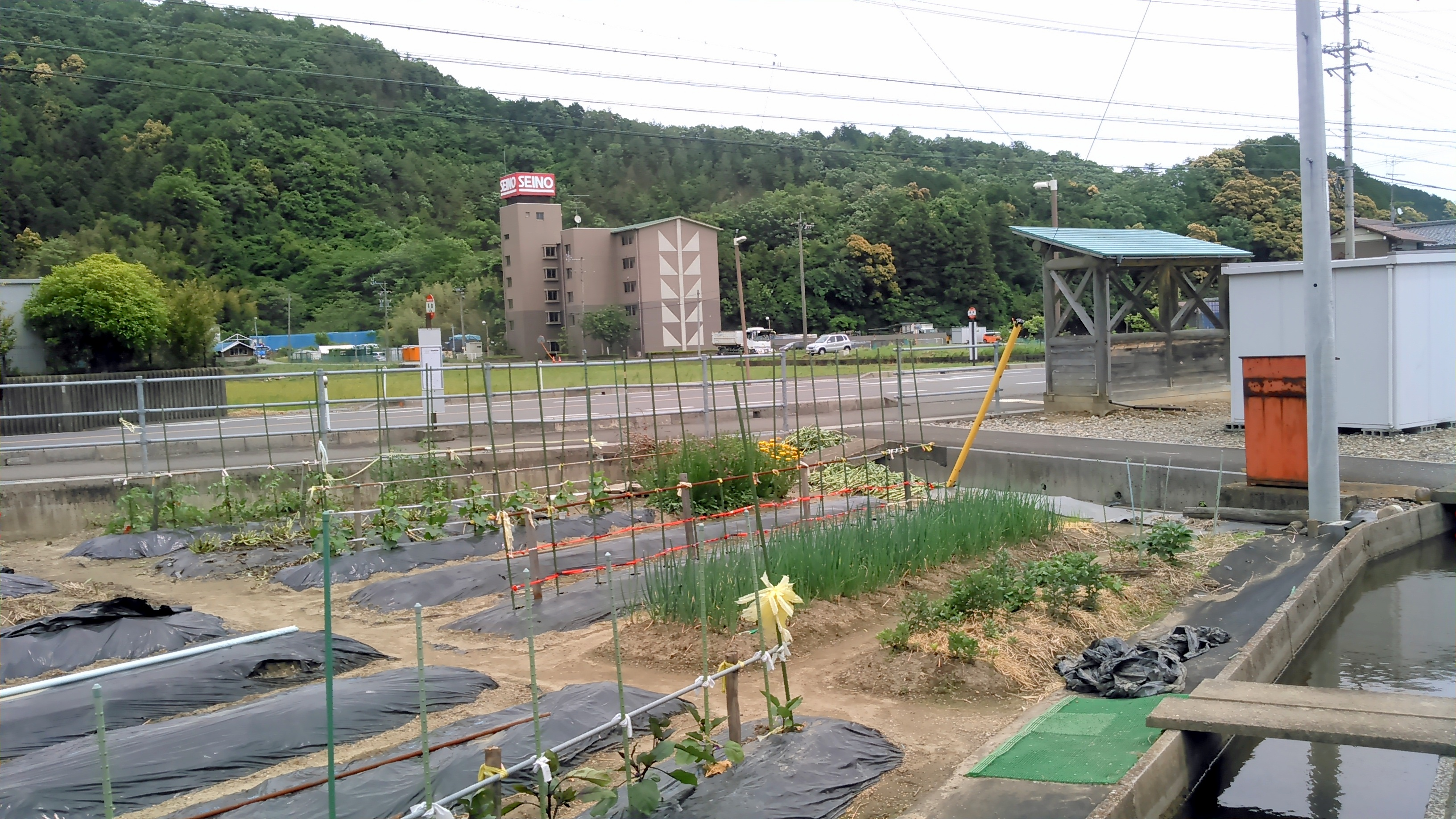
長良バス停・全景 （2017年5月）

## 八丈岩の伝説
八丈岩に関しては、夜叉ヶ池にまつわる伝説がある。
揖斐川の上流に住む龍神との約束により、美濃国安八郡平野庄の郡司の安八太夫安次の娘は龍神の元に嫁ぐこととなった。娘は若者に姿を変えた龍神に連れられて、揖斐川上流の池（夜叉ヶ池）へたどり着いた。
しかし、龍神にはすでに本妻がいたのである。娘を見た本妻は激怒し、大蛇に姿を変えて池から飛び出し、八丈岩の真下の穴に潜ってしまう。そして「娘が安八に里帰りに行く際、この近くを通るならば岩を落として押しつぶしてやる。」と言ったという。
娘が里帰りすることは無かったが、安八太夫安次の子孫が夜叉ヶ池に行くときは、この八丈岩の近くは通らないという。
別の伝承では、嫉妬に狂う二龍女がいて、片方の尸羅（しら）がもう片方の夜叉を八丈岩で襲うと伝わる。また、尸羅が住む白石山の洞窟の池は龍宮に続くという。

## 隣の駅
名古屋鉄道
揖斐線
清水駅 - 八丈岩駅 - 本揖斐駅